# Ambassis fontoynonti
Ambassis fontoynonti е вид лъчеперка от семейство Ambassidae.

## Разпространение
Видът е разпространен в Мадагаскар.

## Описание
На дължина достигат до 6 cm.